# Pogănești, Timiș
Pogănești este un sat în comuna Bârna din județul Timiș, Banat, România. La Pogănești s-au așezat în ultimele decenii mai multe familii de ucrainieni. În prezent ei alcătuiesc majoritatea absolută a locuitorilor. În trecut satul a fost pur românesc.

## Legături externe

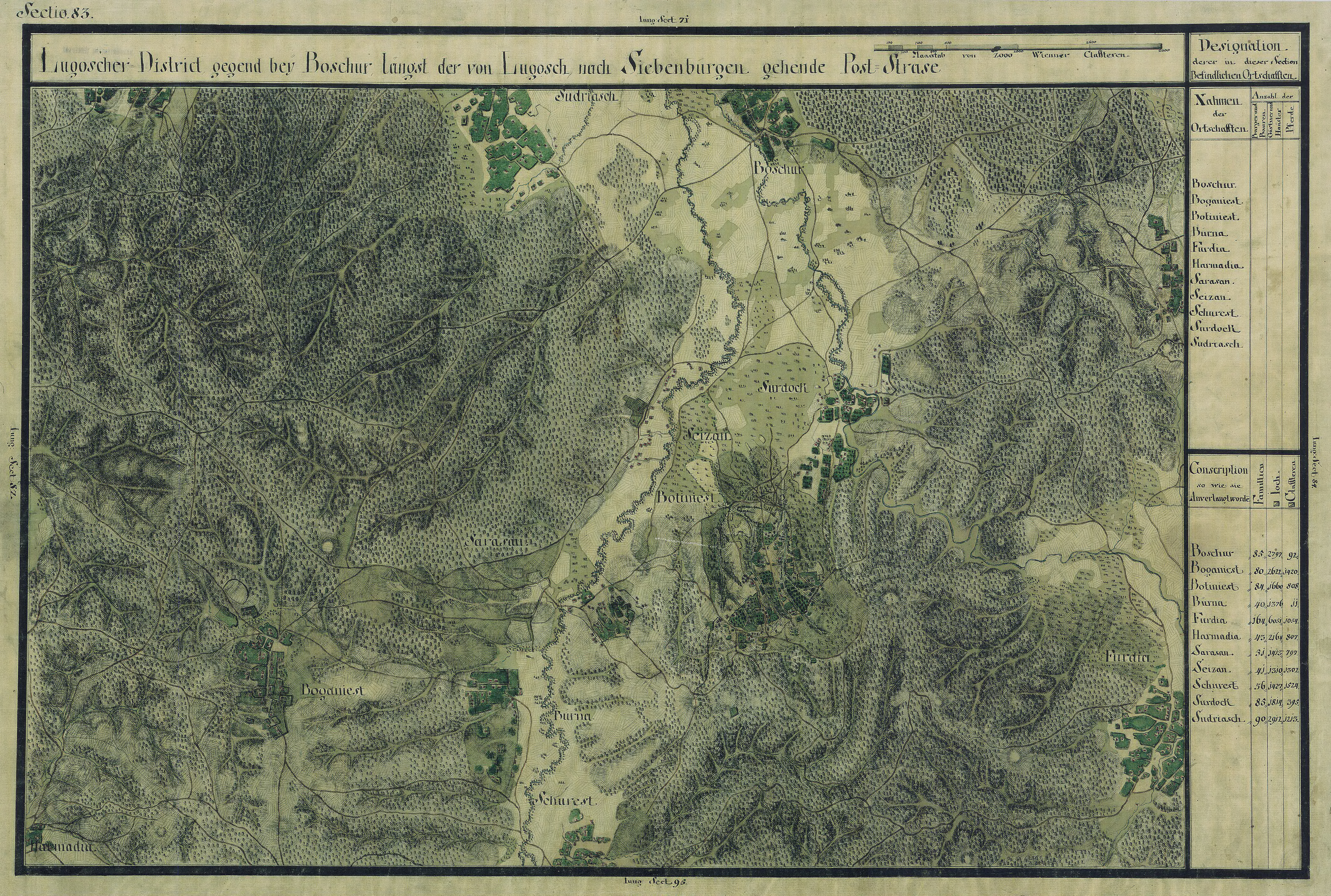
Pogăneşti în Harta Iosefină a Banatului, 1769-72